# Mount Mitchell Museum
Le Mount Mitchell Museum est un petit musée américain dans le comté de Yancey, en Caroline du Nord. Protégé au sein du parc d'État du mont Mitchell, il est situé au départ du Mount Mitchell Summit Trail, un court sentier de randonnée menant au sommet du mont Mitchell. L'établissement présente dans un espace de 129 m2 l'histoire naturelle et culturelle de ce sommet, le point culminant des Appalaches.